# Juhnovói kultúra
A juhnovói kultúra vagy juhnivi kultúra a korai vaskorban, az i. e. 5. század és az i. sz. 3. század között a Deszna és a Szejm folyók völgyében élt népcsoport régészeti kultúrája. Névadója a mai Ukrajna Oroszországgal határos vidékén, a Csernyihivi terület északkeleti részében, a Deszna partján található Юхнів / Juhnyiv település (korábbi, orosz nevén Юхново / Juhnovo), ahol az egyik legjelentősebb e kultúrkörbe tartozó földvárat feltárták.
Az eddigi ásatások során földvárak, földbe vájt telepek és temetők, agyagból rakott tűzhelyek és gabonavermek, illetve ezek mellékleteként kerámiatöredékek, csont- és vaseszközök egyaránt előkerültek. A juhnovói kultúra emberei komplex gazdálkodást folytattak: vadászattal, halászattal, állattenyésztéssel és ekés földműveléssel egyaránt előállították az élethez szükséges javakat. A juhnovói kultúra kialakulásában jelentős szerepet játszott a bronzkori bondarihai műveltség, s erősen hatott rá a sztyeppei szkíta kultúra. Egyesek a Hérodotosz által említett melanhlonokkal azonosítják őket, de feltételezik az ősbalti törzsekkel való etnikai kapcsolatukat is. A műveltség régészeti feltárása és leírása Dmitro Jakovics Szamokvaszov (1873) és Mihail Vaclavovics Vojevodszkij (1940-es évek) nevéhez köthető.

## Külső hivatkozások
- A juhnovói kultúra a Nagy szovjet enciklopédia szócikkeként (oroszul)
- A juhnovói kultúra Archiválva 2007. december 7-i dátummal a Wayback Machine-ben (ukránul)
- Каравайко Д.В., Горбаненко С.А. Господарство носіїв юхнівської культури. — К.: Наук. думка, 2012. — 304 с. (ukránul)